# مسائل فلسفه
مسائل فلسفه (به انگلیسی: The Problems of Philosophy) عنوان کتابی از برتراند راسل، فیلسوف بریتانیایی است؛ که نخستین بار به سال ۱۹۱۲ به چاپ رسیده است.
راسل در این کتاب بحث خود را منحصر به قسمت‌هایی از فلسفه می‌کند که به قول خودش «درباره آن‌ها می‌توان اظهار نظر مثبت کرد». به همین خاطر این کتاب بر مسائل معرفت شناسانه بیشتر از مسائل وجودی و مابعدالطبیعه تاکید می ورزد.
مسائل فلسفه را منوچهر بزرگمهر به فارسی برگردانده است.